# 1. Panzerarmee
La 1. Panzerarmee tedesca (1ª Armata corazzata) venne costituita, con la denominazione originale di 1. Panzergruppe (I gruppo corazzato), nel maggio 1941 a partire dalle unità appartenenti al Panzergruppe Kleist, reduce dall'invasione della Polonia e dalla Campagna di Francia. Messa agli ordini del generale von Kleist, venne inquadrata nel Gruppo d'armate Sud del feldmaresciallo von Rundstedt alla vigilia dell'Operazione Barbarossa. Forte di ben quattro Panzer-Division (11., 13., 14. e 16.), per un totale di circa di 800 carri armati, era schierata a sud delle Paludi del Pryp"jat' e avrebbe dovuto penetrare in Ucraina con obiettivo Kiev e il fiume Dnepr.

## Vita operativa
Il 23 giugno 1941, ad appena un giorno dall'inizio dell'Operazione Barbarossa e quando era avanzata di soli 80 km, il 1. Panzergruppe venne violentemente attaccato dalle ingenti forze corazzate sovietiche del generale Kirponos. Fino al 30 giugno le Panzer-Division furono impegnate a respingere gli attacchi di circa 1.500 carri armati sovietici nella battaglia di Brody-Dubno rischiando più volte di essere sopraffatte e di rimanere accerchiate. Dopo aver definitivamente respinto ed inflitto gravissime perdite alle truppe corazzate di Kirponos, von Kleist sfondò la Linea Stalin il 7 luglio e partecipò alla chiusura della sacca di Uman' e alla sua liquidazione dal 16 luglio al 6 agosto. Terminati gli scontri a Uman' il 1. Panzergruppe venne convogliato da Hitler nella grande manovra di accerchiamento su Kiev assieme al 2. Panzergruppe di Guderian, distaccato momentaneamente dal Gruppo d'Armate Centro. La sacca venne chiuse il 15 settembre e Kiev cadde il 26, consegnando ai tedeschi 665.000 prigionieri. Nel mese di ottobre il 1. Panzergruppe venne rinominato in 1. Panzerarmee. Con la caduta di Kiev il generale von Kleist si diresse verso sud per poi avanzare lungo le coste del Mar d'Avoz ed occupare Rostov sul Don il 21 novembre. Tuttavia la posizione tedesca era troppo precaria e il 27 novembre i sovietici ripresero la città. In previsione della nuova campagna estiva del 1942 la 1. Panzerarmee partecipò a maggio alla Seconda battaglia di Char'kov, per eliminare la testa di ponte sovietica sul Donec presso Izym.
Con l'avvio dell'Operazione Blu la 1. Panzerarmee rappresentò la punta di diamante del nuovo Gruppo d'armate A del feldmaresciallo List. Il 9 luglio le truppe di von Kleist, riorganizzate in tre Panzer-Division e una divisione motorizzata delle Waffen-SS, entrarono in azione nella regione del Donec partecipando al fallimentare accerchiamento su Millerovo e alla presa di Rostov il 23 luglio. Con la caduta di Rostov la 1. Panzerarmee dilagò rapidamente nella steppa del Caucaso fino ad occupare il 9 agosto gli importantissimi pozzi petroliferi di Majkop. Successivamente, con il dirottamento su Stalingrado di ingenti riserve a causa dell'audace resistenza sovietica, il fronte rimase stabile fino a quando, il 19 novembre, scattò la controffensiva sovietica per accerchiare la 6. Armee tra il Volga e il Don. Il 21 novembre von Kleist prese il comando del Gruppo d'armate A e la guida della 1. Panzerarmee passò al generale von Mackensen. Con il crollo dell'intero fronte tedesco sul Don (Operazione Piccolo Saturno), l'accerchiamento della 6. Armee a Stalingrado e il fallimento dell'offensiva di von Manstein per liberare il generale Paulus venne deciso di ritirare l'intero Gruppo d'armate A dal Caucaso per evitarne l'isolamento e la distruzione. La 1. Panzerarmee venne così salvata da distruzione certa facendola evacuare attraverso Rostov nel gennaio 1943. Completata con successo l'evacuazione dal Caucaso, la 1. Panzerarmee venne inquadrata nel Gruppo d'armate Don del feldmaresciallo von Mastein, costituito il 27 novembre 1942 per bloccare l'inarrestabile offensiva invernale sovietica. Riaggregata al ricostituito Gruppo d'armate Sud, tra il 19 febbraio e il 23 marzo 1943 i carri del generale von Mackensen parteciparono attivamente alla brillante controffensiva tedesca del feldmaresciallo von Manstein per riconquistare l'importante città di Char'kov e bloccare definitivamente l'avanzata sovietica nell'Ucraina orientale.
Schierata sul Dnepr la 1. Panzerarmee non partecipò alla fallimentare offensiva tedesca di Kursk né venne coinvolta nella riconquista sovietica di Char'kov ma si ritrovò a fronteggiare la nuova avanzata russa nell'Ucraina meridionale a partire dal settembre 1943. Non riuscendo ad arginare l'avanzata sovietica, né a evitare la perdita di Kiev, von Mackensen venne sostituito dal generale Hube. La crisi della 1. Panzerarmee proseguì per tutto il 1944, con le truppe di Hube in rotta verso l'Ucraina occidentale e poi la Slovacchia, subendo ingenti perdite in uomini e mezzi. Il comando nel frattempo venne assunto prima dal generale Raus, il 21 aprile 1944, e poi dal generale Heinrici il 15 agosto 1944. Assegnata al generale Nehring il 15 marzo 1945 la 1. Panzerarmee, ormai ridotta ai minimi termini, continuò ad opporsi alle soverchianti forze sovietiche fino alla resa definitiva l'8 maggio 1945 nel sud-est della Germania.

## Comandanti in capo
- Feldmaresciallo Paul Ludwig Ewald von Kleist (5 ottobre 1941 – 21 novembre 1942)
- Generale Eberhard von Mackensen (21 novembre 1942 – 29 ottobre 1943)
- Generale Hans-Valentin Hube (29 ottobre 1943 – 21 aprile 1944)
- Generale Erhard Raus (21 aprile 1944 – 15 agosto 1944)
- Generale Gotthard Heinrici (15 agosto 1944 – 19 marzo 1945)
- Generale Walther Nehring (19 marzo 1945 – Resa Finale)

### Capi di Stato Maggiore
- Generalmajor Kurt Zeitzler (Creazione – 24 aprile 1942)
- Generalmajor Ernst-Felix Fäckenstedt (24 aprile 1942 – 15 marzo 1943)
- Generalmajor Walther Wenck (15 marzo 1943 – 15 marzo 1944)
- Generalmajor Carl Wagener (15 marzo 1944 – 5 novembre 1944)
- Oberst i. G. Ivo-Thilo von Trotha (5 novembre 1944 - 15 febbraio 1945)
- Oberst i. G. Ulrich Bürcker (15 febbraio 1945 – 20 aprile 1945)
- Oberst i. G. Dr. Freiherr von Weitershausen (20 aprile 1945 – Resa Finale)